# منطق شمولی
منطق شمولی (به انگلیسی: panlogism) عبارت است از قول به اینکه وجود واقعی تماماً معقول است؛ و اینکه می‌توان هستی را با عقل و قوانین عقل تبیین کرد.
اردمان (Johann Eduard Erdmann) این لفظ را به فلسفه هگل اطلاق کرده‌است که معتقد است: وجود حقیقی وجود معقول و منطقی است.
و نیز این لفظ را می‌توان به نظریه لایب نیتس اطلاق کرد که معتقد است جهان از جواهر روحانی بسیطی به نام موناد به وجود آمده‌است.